# 马拉卡苏梅
马拉卡苏梅是巴西马拉尼昂州的一个市镇。总面积629.33平方公里，总人口17580人，人口密度27.9人/平方公里。